# Старое Потёмкино
Старое Потёмкино (до 1969 года - Потёмкино) — исчезнувшее село в Старополтавском районе Волгоградской области.
Село находилось в Заволжье, на полуострове, между правым берегом реки Еруслан и одним из волжских ериков.

## История
По состоянию на 1859 год Потёмкино относилось к Новоузенскому уезду Самарской губернии. Согласно Списку населённых мест Самарской губернии 1910 года Потёмкино относилось к Иловатской волости, село населяли бывшие государственные крестьяне, русские и малороссы, православные, всего 796 мужчин и 717 женщин. В селе имелись церковь, церковно-приходская школа, 2 ветряные мельницы.
С 1922 года село в составе Автономной области немцев Поволжья. С 1924 по 1927 год - в составе Ровенского (Зельманского) кантона АССР немцев Поволжья. Постановлением ВЦИК РСФСР № 124 от 6 декабря 1927 года "Об изменениях в административном делении АССР НП и о присвоении немецким селениям прежних наименований, существовавших до 1914 года" село включено в состав Старо-Полтавского кантона. С 1935 года -  в составе Иловатского кантона. В соответствии с Указом Президиума Верховного Совета СССР от 7 сентября 1941 года Иловатский кантон АССР немцев Поволжья был преобразован в Иловатский район и включён в состав Сталинградской области (с 1961 года - Волгоградской)).
На основании решения исполнительного комитета Волгоградского областного Совета депутатов трудящихся от 24 сентября 1969 года № 31/1175 «О переселении села Потемкино Старополтавского района» село Потемкино Старополтавского района было переселено из зоны берегообрушения водохранилища Волжской ГЭС им. XXII съезда КПСС на новый участок к Центральной усадьбе колхоза «Заря коммунизма» Курнаевке. После переселения населённый пункт получил название Старое Потёмкино. В 1978 году село Старое Потёмкино было исключено из реестра населённых пунктов, население приписано к селу Потёмкино. Последнее исключено из числа населённых пунктов в 1985 году.

## Население
Динамика численности населения по годам:
| 1859 | 1889 | 1897 | 1910 | 1926 |
| ---- | ---- | ---- | ---- | ---- |
| 775  | 868  | 1070 | 1513 | 885  |